# Carlos Mamani Chiliguanca
Carlos Mamani Chilihuanca fue un caudillo indígena que combatió en la Guerra de la Independencia de Bolivia, que luchó durante las tercera campaña auxiliadora al Alto Perú del Ejército del Norte en 1815 y continuó combatiendo luego de que este ejército fuera desarticulado por el espacio de un año más, hasta que su movimiento fue finalmente detenido por el Ejército Real del Perú.

## Biografía
Carlos Chilihuanca, era un indígena Aimara que provenía del ayllu Collana de la comunidad de Andamarca que en las primeras décadas del siglo XIX pertenecía a la jurisdicción del partido de Carangas. El organizó a las tropas compuestas por sus paisanos de Andamarca y para mantener esta tropa organizó préstamos forzosos a los habitantes del lugar, pero especialmente de aquellos que sentían simpatía para con los realistas.
No hay registros exactos de los inicios del movimiento militar de este guerrillero, la imagen de Carlos Chilihuanca aparece relacionada con la llegada del tercer ejército auxiliar argentino a territorio alto peruano (hoy Bolivia) que fue enviado por la junta de Buenos Aires a las órdenes del general José Rondeau el año de 1815.
Este ejército que tuvo algunas derrotas a manos de las fuerzas realistas en los sitios de Venta y Media y de Sipe Sipe, logró establecer finalmente un asentamiento en Chayanta, desde donde vigilaba importantes caminos como los que se dirigían a Potosí, Oruro, Chuquisaca y Cochabamba.
Es en este lugar a donde se presentaron varios comunarios de Andamarca, con la intención de apoyar las acciones del ejército auxiliar y también donde Carlos Chilihuanca fue nombrado como capitán y comandante de las tropas del distrito de Andamarca y caudillo mayor de la patria por el general Juan José Castelli. Sin embargo este ejército fue derrotado en la Batalla de Viluma, cerca de Cochabamba, el 29 de noviembre de 1815.
Ese mismo año el ejército realista organizó una expedición para ponerle fin a sus actividades para lo cual se ordenó el reclutamiento de personas de los alrededores de Toledo para que sirvan de soldados.

"…Que el año pasado en mil ochocientos quince por orden del Sor General del Ejército real del alto Perú comunicada a mi párroco pase a las estancias en mi parcialidad a juntar gente para que puedan servir de soldados en la expedición y en caminase ala expedición qe se preparava para perseguir al caudillo Chilligunca…” Testimonio del cacique Agustin Zepeda al Rey, 1815".

### Muerte
Para el año 1816 Chilihuanca al mando de sus tropas atacó la población de Corque de donde el gobernador y comandante militar del partido de Carangas escapó, pero luego de reorganizar a su tropa intento retomar la población siendo derrotado, debiendo de retirarse hasta la población de Toledo. El gobernador llamado José Tobar recibió entonces los refuerzos del general Francisco Maruri quien acompañado de un importante destacamento militar planeo cuidadosamente la estrategia para vencer de una vez por todas a este caudillo y sus seguidores.
Ese mismo año se desarrolló un combate en las afueras de Corque, donde los indígenas fueron superados tanto numéricamente como en el armamento. Cuando se daba la retirada hacia Andamarca, Chilihuanca y los sobrevivientes fueron emboscados a orillas del río Kaquesa donde fueron derrotados y muertos en su totalidad.
Posteriormente, el general Francisco Maruri desató una persecución contra todos los seguidores y familiares de Carlos Chilihuanca, además de que todas aquellas personas que habían sido obligadas a contribuir a su movimiento exigieron la devolución de sus bienes.